# Massengräber in Sodražica
Auf dem Gebiet der Gemeinde Sodražica in Slowenien wurden bisher (Stand 1/2024) insgesamt neun Massengräber aus der Zeit um den Zweiten Weltkrieg gefunden.

## Kračali
In Kračali fand man zwei Massengräber bzw. oder nicht gekennzeichnete Gräber, die mit dem Zweiten Weltkrieg in Verbindung stehen.
- Das Grab Kračali 1 (slowenisch: Grobišče Kračali 1), auch bekannt als Weidengrab 1 (Grobišče Planina 1), liegt nördlich der Straße westlich des Dorfes. Es enthält die Überreste unbestimmter Opfer.[1]
- Das Grab Kračali 2 (Grobišče Kračali 2), auch bekannt als Weidengrab 2 (Grobišče Planina 2), liegt südlich des ersten Grabes. Es enthielt die Überreste einer unbekannten Person, die unter einem Baumstumpf begraben lag und wahrscheinlich exhumiert wurde.[2]

## Kržeti
In Kržeti wurden zwei Massengräber gefunden, die mit dem Zweiten Weltkrieg in Verbindung gebracht wurden.
- Das Massengrab Petrinci-Allmende 1 (Grobišče Petrinjska gmajna 1) liegt auf dem Boden eines Erdlochs etwa 1 Kilometer südlich von Petrinci. Es enthält die Überreste von zwischen 120 und 150 russische Soldaten, die bei einem Angriff auf Ribnica gefallen sind.[3]
- Das Massengrab Petrinci-Allmende 2 (Grobišče Petrinjska gmajna 2) befindet sich am Waldrand neben dem ersten Grab. Es enthält die Überreste einer unbestimmten Anzahl von Zivilisten.[4]

## Ravni Dol
In Ravni Dol wurden fünf Massengräber gefunden, die mit dem Zweiten Weltkrieg in Verbindung gebracht wurden.
Die Massengräber Travna Gora 1–4 (Grobišče Travna gora 1–4) befinden sich an vier Standorten westlich von Ravni Dol, direkt südlich der Travna Gora-Hütte (Dom na Travni Gora). Die Gräber enthalten die Überreste von 48 Kriegsgefangenen aus dem Gefängnis in Kočevje, die am 2. November 1943 ermordet wurden.
- Das erste Grab liegt etwa 50 Meter darunter,[5]
- das zweite Grab weitere 10 Meter tiefer[6] und
- das dritte Grab 10 Meter weiter unten.[7]
- Das vierte Grab ist durch ein Holzkreuz unterhalb der Straße gekennzeichnet.[8]
- Das Massengrab in der tiefen Höhle an der Velika gora (Grobišče Globoka jama na Veliki gori) – auch bekannt als Massengrab im Schacht 217/218 (Grobišče Brezno 217/218) oder Massengrab in der Höhle am Krajc-Gipfel (Grobišče Jama v Krajčjem vrhu) – liegt nördlich des Krajc-Gipfel (Krajčev vrh) und etwa 1,5 Kilometer südlich der Travna Gora-Hütte. Es enthält die Überreste von Slowenen aus Travna Gora.[9]